# Juan Diez de San Miguel y Solier
Juan Diez de San Miguel y Solier Padilla de la Vega (Lima, ca. 1598-?), sacerdote y funcionario colonial criollo que ocupó importantes cargos académicos en el Virreinato del Perú. Rector de la Universidad de San Marcos.

## Biografía
Sus padres fueron el huamanguino Juan Diez de San Miguel y Solier, letrado y encomendero, y la limeña María Padilla y de la Vega, hermana del arzobispo Feliciano de Vega y Padilla. Hermano mayor de Antonio Diez de San Miguel y Solier, oidor en Quito y Charcas, y por lo tanto, tío de Nicolás Diez de San Miguel y Solier, también rector sanmarquino. Cursó estudios en el Seminario de Santo Toribio, recibidas las órdenes, los continuó en la Universidad de San Marcos, donde obtuvo el grado de Doctor en Cánones.
Ministro titular del Tribunal del Santo Oficio; suscribió la petición al Rey para solicitar la creación de las cátedras de Medicina (1637). Fue elegido rector por el claustro sanmarquino (1658), auspiciando durante su gestión la creación de la cátedra de Vísperas de Teología de Santo Tomás, para los dominicos. No se desligó de la Universidad ni en sus últimos años, cuando concurre a una sesión de claustro para la elección de secretario (1664).
| Predecesor: Diego de León Pinelo | Rector de la Universidad de San Marcos 1658-1659 | Sucesor: Baltazar de Orozco y Carrasco |